# Naturalizmus (filozófia)
Naturalizmusnak nevezünk minden olyan filozófiai irányzatot, amelyek szerint a világunkban csak a természeti törvények és erők működnek, nincsen szerepe semmilyen természetfeletti dolognak.
Korai naturalista filozófiának tekinthetjük az ókori természetfilozófiák közül az atomizmust és az epikureizmust, és az újkori materializmust. 
A modern naturalizmusban két irányzatot különböztethetünk meg lételméleti szempontból: a fizikalizmust, és a kisebb támogatottságnak örvendő pluralizmust (melynek egy alesete a dualizmus). 
A filozófia területei szerint beszélhetünk: 
- filozófiai naturalizmusról és
- metodológiai naturalizmusról.